# Schweiz im deutschen Expansionskalkül 1933 bis 45
Die Schweiz im deutschen Expansionskalkül 1933 bis 45 beleuchtet die Politik des nationalsozialistischen Deutschland bezüglich einer möglichen Annexion der benachbarten Schweiz, in analogem Sinne zum 1938 faktisch erfolgten Anschluss Österreichs.

## Führungsebene
Die im Literaturverzeichnis vermerkte Dissertation Jürg Fink weist ein grundsätzliches rassisch-völkisches Interesse des nationalsozialistischen Regimes an einer Eingliederung des deutschsprachigen Landesteils der Schweiz in ein grossgermanisches Reich nach, das auch z. B. die Niederlande und Dänemark umfasst hätte. Allerdings hielt sich dieses Interesse in relativ engen Grenzen, Österreich sowie die nicht rassisch motivierten Feldzüge gegen vorab grosse Länder hatten hierbei vor allem auch bei Adolf Hitler absolute Priorität.
Eine andere Frage war das Motiv einer Besetzung des Landes aus taktischen Gründen. Mehrere Archiv-Dokumente (z. B. Fink S. 72 und S. 74) weisen darauf hin, dass auch hier kein zwingendes Interesse bestand. Militärisch wurde für den Westfeldzug stets die "Operation Sichelschnitt" Richtung Nordwesten über Belgien favorisiert, wo sich die Perspektive einer unmittelbaren territorialen Bedrohung Großbritanniens eröffnete.

## Stabsplanungen
Etwas anders verhielt es sich im Bereich der subalternen Ebenen, der Führungsstäbe, wo auch rein präventiv gedachte Planungen betrieben wurden. Bekannt diesbezüglich wurde v. a. der Operationsentwurf gegen die Schweiz. Ferner gibt es ein Schreiben des SS-Gruppenführers Berger an Heinrich Himmler vom 8. September 1941 (Auszug):
In Württemberg wittert man Morgenluft. Sowohl der OB von Stuttgart, Dr. Strölin, als auch der Reichsstatthalter Murr halten sich für die gegebenen 'Reichskommissare' für die Schweiz.
Himmler antwortete darauf erst am 10. Februar 1942 indirekt in zwei Briefen, wovon einer ebenfalls an den genannten Berger gerichtet war (Auszüge):
In der augenblicklichen Lage haben wir ein Interesse daran, mit der Schweiz nicht in Konflikte zu kommen.
Wirtschaftliche Aufträge sollen vermehrt an deutschfreundliche Schweizerfirmen vergeben werden.
Damit wird bestätigt, was die neuere Schweizer Geschichtsforschung seit den 1980er/1990er Jahren sukzessive in Erfahrung gebracht hat: Deutschland hatte vorübergehend ein Interesse an einer unversehrten Schweiz, die als primär Rüstungslieferantin und Devisendrehscheibe (deutsches Raubgold gegen Devisen, die zur Rohstoff-Beschaffung für die deutsche Rüstungsproduktion benötigt wurden) wertvolle Leistungen erbringen konnte, ohne dass man deutsche Besatzungstruppen binden musste.
Ansonsten sind keine solchen Präventiv-Planungen bekannt. Allerdings gab es vor allem im Juni und Juli 1940 kürzerfristige und eher improvisierte Bestrebungen, die Schweiz auf "friedlichem" Weg anzuschliessen. Es sollte der Umstand ausgenützt werden, dass das Land durch den deutschen Kriegs-Sieg über den (neben dem kleinen Liechtenstein) einzigen demokratischen Nachbarstaat Frankreich psychologisch geschwächt war. Beispielsweise versuchte der deutsche Presseattaché in der Schweiz, Georg Trump, ab 9. Juli 1940 bei den Verlegern der Tageszeitungen Der Bund, Neue Zürcher Zeitung und Basler Nachrichten zu bewirken, dass deren klar deutschland-kritisch eingestellte Chefredaktoren Ernst Schürch, Willy Bretscher und Albert Oeri abgesetzt wurden. Dies allerdings mit relativ geringem Erfolg: Bretscher und Oeri verblieben im Amt; Schürch wurde zwar vom Bund-Verleger ein Rücktritt nahegelegt, er blieb dann aber letztlich noch bis zu seiner Pensionierung im folgenden Jahr auf seinem Posten.